# Beriev Be-10
Le Beriev Be-10 était un avion militaire de la guerre froide, construit en Union soviétique par Beriev. C'est, dans l'histoire de l'aviation, l'un des rares hydravions à réaction.

### Développement lié
- Beriev Be-12

### Aéronefs comparables
- États-Unis Martin P6M SeaMaster